# Bietia rudicollis
Bietia rudicollis är en skalbaggsart som beskrevs av Leon Fairmaire 1898. Bietia rudicollis ingår i släktet Bietia och familjen Cetoniidae. Inga underarter finns listade.